# Blood Lust
Blood Lust è il secondo album in studio del gruppo musicale doom metal Uncle Acid & the Deadbeats, pubblicato nel 2011 dalla Rise Above.

## Tracce
Testi e musiche di Kevin Starrs.
1. I'll Cut You Down – 5:01
2. Death's Door – 7:15
3. Over And Over Again – 3:21
4. Curse In The Trees – 4:39
5. I'm Here To Kill You – 3:41
6. 13 Candles – 6:59
7. Ritual Knife – 4:44
8. Withered Hand Of Evil – 6:15
9. Down To The Fire – 5:29 – (bonus track)

## Formazione
- Dean Millar - basso
- Itamar Rubinger - batteria
- Yotam Rubinger - chitarra, voce
- Kevin "Uncle Acid" Starrs - chitarra solista, organo, voce